# Marya Zaturenska
Marya Zaturenska (1902-1982) est une poétesse lyrique américaine.

## Biographie
Marya Zaturenska naît à Kiev, alors dans l'Empire russe, le 12 septembre 1902. Lorsqu'elle a huit ans, sa famille émigre aux États-Unis et s'installe à New York. Comme beaucoup d'immigrants, elle travaille la journée dans une usine de vêtements, et suit des études de nuit. Étudiante brillante, elle obtient une bourse pour Valpo (en). Elle sort diplômée de l'université du Wisconsin à Madison. C'est dans cette université qu'elle rencontre Horace Gregory, qu'elle épouse en 1925.
Elle meurt à Shelburne Falls (Massachusetts) le 19 janvier 1982.

## Œuvres
Marya Zaturenska est notamment l'auteur de huit recueils de poésie, dont Cold Morning Sky pour lequel elle reçoit le prix Pulitzer de la poésie en 1938. Elle a publié six anthologies de la poésie. Elle coécrit avec son mari une Histoire de la poésie américaine en 1946.